# Бета-гидрокси-3-метилфентанил
β-гидрокси-3-метилфентанил, также известный как охмефентани́л — сильнодействующее болеутоляющее средство, открытое в 1995 году, являющееся агонистом μ-опиоидного рецептора. Охмефентанил — один из самых мощных опиоидов, сопоставим с карфентанилом и эторфином, которые используются для того, чтобы успокоить больших животных. Исследования показали, что самый активный изомер 3R,4S,βS-охмефентанил в 28 раз мощнее фентанила, химиката, из которого он получен, и в 6300 раз более эффективное чем морфий. 4"-фторозамещенный аналог 3R,4S,βS изомера охмефентанила является самым сильным из известных опиоидных агонистов и обладает болеутоляющим потенциалом, приблизительно в 18 000 раз сильнее морфия.

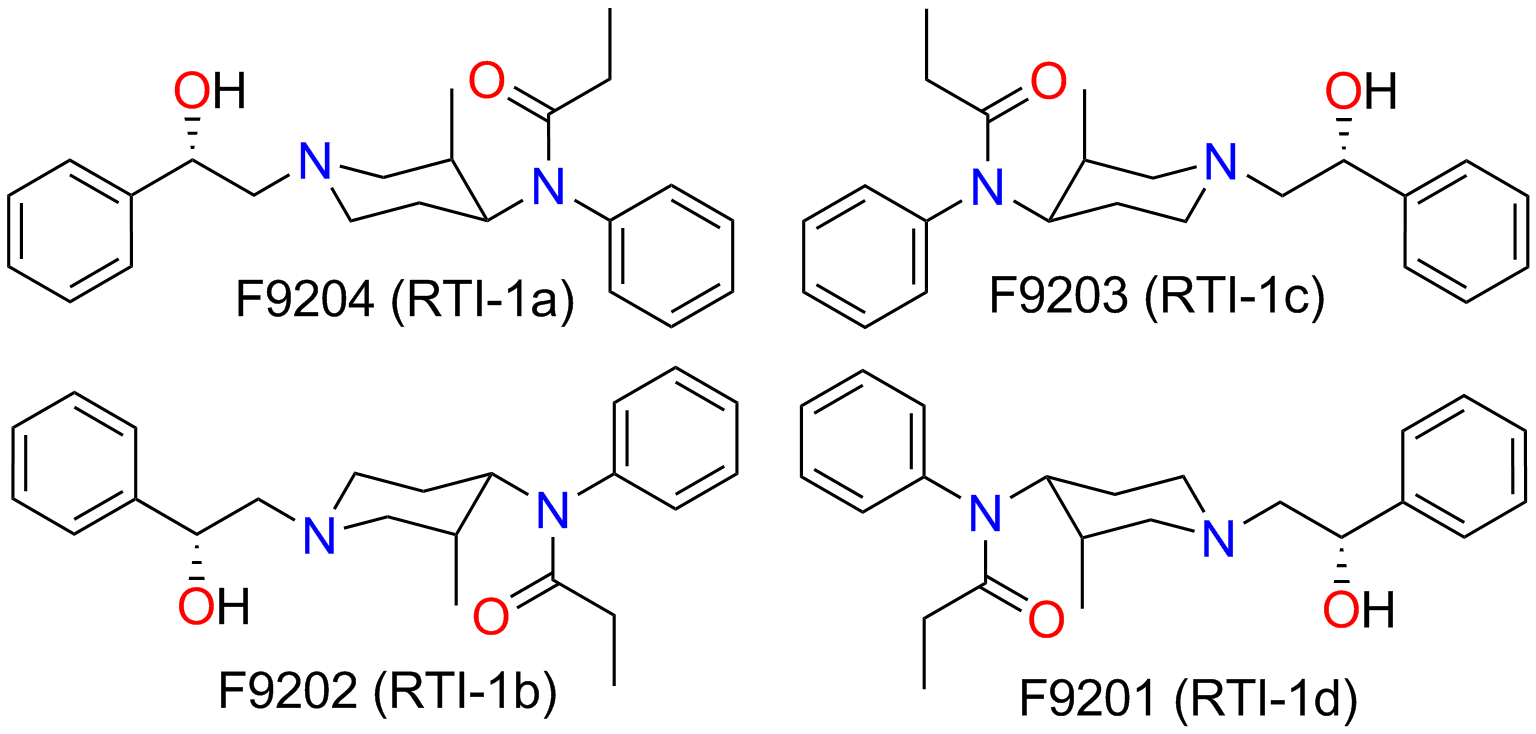
Молекулярная структура четырёх изомеров охмефентанила

## Правовой статус
Бета-гидрокси-3-метилфентанил внесён в Список I наркотических средств, оборот которых в Российской Федерации запрещён.